# 中国铁路PG型客车
中国铁路PG型客车是中国铁路适用于米轨的客车，于2015年和2020年由开远车辆段将眉山车辆厂制造的P31型棚车改造而来，现主要运用于中国铁路昆明局集团管内蒙宝铁路临安站-团山站以及团山站-石屏站的旅游观光列车，PG1型为硬座车，PG2型为软座车，PG3型为展望硬座合造车，最大运行速度25km/h。